# Москалевський В'ячеслав Олександрович
Москалевський В'ячеслав Олександрович (нар. 23 червня 1967, Київ) — президент Кондитерської корпорації «Рошен».

## Освіта
В 1991 році закінчив Московський інститут сталі і сплавів за спеціальністю інженер електронної техніки.

## Кар'єра
1987–1993 рр. — навчально-виробниче об'єднання «Мікропроцесор», завод «Квазар», майстер цеху.
1993–1995 рр. — співзасновник підприємства «Екотехніка». У трудовій книжці збереглися записи: головний інженер, технічний директор, директор з маркетингу.
З 1995 р. керує кондитерською корпорацією Roshen Петра Порошенка.

## Сім'я
Одружений, виховує двох доньок і сина.